# Constitución de Australia
La Constitución de Australia es la ley que establece el Gobierno del Commonwealth australiano y la forma en que funciona. Se compone de varios documentos. La más importante es la Constitución de la Mancomunidad de Australia. El pueblo de Australia votó en referendos entre 1898 y 1900 para aceptar la Constitución. La Constitución fue aprobada como parte de la Ley constitucional de la Mancomunidad de Australia de 1900 (Imp), una ley del Parlamento del Reino Unido. La reina Victoria lo firmó el 9 de julio de 1900. La Constitución se convirtió en ley el 1 de enero de 1901. Aunque la Constitución era una ley del Parlamento del Reino Unido, las leyes de Australia le quitaron al Parlamento del Reino Unido la facultad de modificar la Constitución. Ahora solo el pueblo australiano puede cambiarla por referéndum.
Otras dos leyes apoyan la Constitución australiana. El primero es el Estatuto de Westminster, aprobado por la Commonwealth como el Estatuto de la Ley de Adopción de Westminster de 1942. La segunda es la Ley de Australia de 1986, que fue aprobada por los Parlamentos de todos los estados australianos, el Reino Unido y el Parlamento Federal de Australia. En conjunto, estas leyes tuvieron el efecto de cortar todos los vínculos constitucionales entre Australia y el Reino Unido. Aunque la misma persona, la Reina Isabel II, es la monarca de ambos países, estos son ahora países separados.
En virtud del sistema de derecho consuetudinario de Australia, el Tribunal Superior de Australia y el Tribunal Federal de Australia tienen la facultad de decidir lo que realmente significa la Constitución.

## Historia
La historia de la Constitución de Australia comenzó con los movimientos hacia la federación en el siglo XIX. Esto llevó a que las colonias australianas se unieran para formar la Mancomunidad de Australia en 1901.

### Federación
A mediados del siglo XIX, las colonias australianas necesitaban trabajar juntas en las cosas que las afectaban a todas, especialmente los aranceles entre las colonias. Esta cooperación dio lugar a planes para unir las colonias en una sola federación. El empuje para hacer esto vino principalmente de Gran Bretaña y hubo poco apoyo local. Las colonias más pequeñas pensaron que serían tomadas por las más grandes. Victoria y Nueva Gales del Sur no estuvieron de acuerdo en la necesidad de proteger la industria local en lugar de permitir que todos comercien libremente. La entonces reciente Guerra Civil Americana también debilitó los argumentos a favor del federalismo. Estas dificultades llevaron al fracaso de varios intentos de lograr la federación en las décadas de 1860 y 1850.
En la década de 1880, los australianos estaban preocupados por la creciente presencia de los alemanes y los franceses en el Pacífico. Junto con una creciente identidad australiana, esto creó la oportunidad de crear el primer organismo inter-colonial, el Consejo Federal de Australasia, en 1885. Este Consejo Federal podía hacer leyes sobre ciertos temas, pero no tenía una oficina permanente, un ejecutivo, o su propia fuente de ingresos. Nueva Gales del Sur, la colonia más grande, no participaría.
Henry Parkes, el Primer Ministro de Nueva Gales del Sur, impulsó una serie de conferencias en la década de 1890 para hablar sobre el federalismo. La primera fue en Melbourne en 1890, y otra, la Convención Nacional Australasiática, en Sídney en 1891. Asistieron líderes coloniales. Para la conferencia de 1891, mucha gente quería un sistema federal. La mayor parte de la discusión se centró en cómo funcionaría este sistema federal. Con la ayuda de Sir Samuel Griffith, se redactó un proyecto de constitución. Estas reuniones no contaron con el apoyo popular. El proyecto de Constitución también omitió cuestiones importantes, pero difíciles, como la política arancelaria. El proyecto de 1891 fue entregado a los parlamentos coloniales, pero no fue apoyado por Nueva Gales del Sur. Sin Nueva Gales del Sur, las otras colonias no estaban dispuestas a continuar.
En 1895, los seis primeros ministros de las colonias australianas acordaron establecer una nueva Convención por votación popular. La Convención se reunió durante un año, de 1897 a 1898. Las reuniones produjeron una nueva Constitución que era la misma que el borrador de 1891, pero con disposiciones adicionales para un gobierno responsable. Para obtener el apoyo popular, el proyecto fue votado por los electores de cada colonia. Después de un intento fallido, se entregó un nuevo borrador a los electores de cada colonia, con excepción de Australia Occidental. Cinco colonias aprobaron el proyecto de ley que luego se envió al Parlamento de Westminster con una carta en la que se pedía a la Reina que lo convirtiera en ley.
El gobierno británico hizo un cambio antes de que se aprobara el proyecto de ley. Los Presidentes de las colonias querían tener derecho a apelar las decisiones del Tribunal Supremo ante el Consejo Privado sobre cuestiones constitucionales. Les preocupaba que el Parlamento pudiera modificar los límites de los poderes del Commonwealth o de los Estados. El Parlamento Británico aprobó la Ley Constitucional de la Mancomunidad de Australia en 1900. Australia Occidental finalmente aceptó unirse a la Mancomunidad a tiempo para que se uniera a la Mancomunidad de Australia, que comenzó oficialmente el 1 de enero de 1901.
En 1990, la Oficina de Registros Públicos de Londres prestó a Australia la copia original de la Ley Constitucional de la Mancomunidad de Australia de 1900. El gobierno australiano quería conservar la copia. El parlamento británico estuvo de acuerdo con la aprobación de la Constitución australiana (Public Record Copy) Act 1990.

### El Estatuto de Westminster y las leyes de Australia
Aunque la Federación independizó a Australia de Gran Bretaña, legalmente la Mancomunidad fue una creación del Parlamento Imperial Británico, a través de la Ley Constitucional de la Mancomunidad de Australia de 1900 (Imp), que se aplicaba a Australia. Como resultado, seguía habiendo incertidumbre en cuanto a si las leyes del Imperio Británico seguían aplicándose a la Mancomunidad. Esto fue fijado por el Estatuto de Westminster 1931, adoptado por la Commonwealth a través de la Ley de Adopción de Westminster de 1942. El Estatuto de Westminster liberó a los Dominios, incluida la Commonwealth, de las leyes y controles imperiales. Legalmente, este es el momento de la independencia nacional de Australia.
Sin embargo, las leyes británicas eran aún más importantes en los estados australianos. Esto fue fijado por la Ley de Australia de 1986, que fue aprobada por los parlamentos de Australia, el Reino Unido y cada uno de los estados. Esta ley detuvo el poder del Parlamento Británico para hacer leyes sobre los estados australianos. También puso fin a las apelaciones de los tribunales australianos ante el Comité Judicial del Consejo Privado. Como se trataba de un documento muy importante, la Reina Isabel II viajó a Australia para firmar la proclamación de la ley.
Uno de los resultados de estas dos leyes es que Australia es ahora un país totalmente independiente. La Constitución es ahora diferente de la Ley original, ya que el pueblo australiano puede cambiar la Constitución mediante referéndum. Sin embargo, la Ley original permanece en el libro de leyes del Reino Unido con una nota que dice: "La Constitución no está necesariamente en la forma en que está en vigor en Australia". Incluso si el Parlamento del Reino Unido derogara la Ley constitucional de la Mancomunidad de Australia de 1900, no tendría ningún efecto en Australia.

## Artículos
La Ley constitucional del Commonwealth de Australia de 1900 (Imp) contiene un preámbulo y nueve secciones. Las secciones 1 a 8 explican las leyes para establecer el Estado Libre Asociado. El artículo 9, que comienza con las palabras "La Constitución de la Commonwealth será como sigue...", contiene la Constitución de la Commonwealth de Australia. La propia Constitución consta de ocho capítulos, con 128 secciones.

### El Parlamento
En el capítulo I se establece el Parlamento de Australia. Esto tiene tres partes:
- el Soberano (Rey o Reina) de Australia, representado por el Gobernador General de Australia
- la Cámara de Representantes
- el Senado.

La Sección 1 dice que el poder legislativo pertenece al Parlamento. Es la parte más poderosa del gobierno.
La Parte II del Capítulo 1 trata sobre el Senado. Los senadores deben ser "elegidos directamente por el pueblo del Estado", votando como un electorado único. Cada Estado tendrá el mismo número de senadores. En la actualidad, hay 12 senadores por cada Estado y 2 por cada uno de los territorios continentales, el Territorio del Norte y el Territorio de la Capital de Australia.
La Parte III del Capítulo 1 trata sobre la Cámara de Representantes. La Sección 24 dice que la Cámara debe tener el doble de miembros que el Senado, cada uno elegido por un solo electorado. Esto se llama el "Nexo". Su objetivo es evitar que se inunde el poder del Senado en el caso de una sesión conjunta (véase el artículo 57 infra). El número de electorados en un Estado debe basarse en su proporción de la población nacional.
La Parte IV del Capítulo 1 dice quién puede votar, quién puede ser elegido para el parlamento, cuánto se puede pagar a los miembros, normas parlamentarias y asuntos relacionados.
La Parte V del Capítulo 1 trata sobre los poderes del parlamento. El artículo 51 trata de las competencias del Parlamento de la Commonwealth y se denominan "competencias específicas". Existen "poderes concurrentes", ya que tanto la Commonwealth como los Estados pueden legislar sobre estos temas. La ley federal es más importante si las leyes son diferentes (Sección 109). De las treinta y nueve partes de la sección 51, unas pocas han llegado a ser muy importantes para decidir cuánto poder tiene el gobierno del Estado Libre Asociado en la ley. Estos incluyen el Poder de Comercio, el Poder de las Corporaciones y el Poder de Asuntos Externos. El artículo 52 trata de los poderes que pertenecen únicamente al Parlamento de la Commonwealth. Los Estados no pueden legislar sobre estos temas.

### El Gobierno Ejecutivo
El Capítulo II establece la rama ejecutiva del gobierno. El poder ejecutivo lo ejerce el Gobernador General, asesorado por el Consejo Ejecutivo Federal. El Gobernador General es el comandante en jefe. Puede nombrar y destituir a los miembros del Consejo Ejecutivo, a los ministros de Estado y a todos los funcionarios del gobierno ejecutivo. Estos poderes, junto con los poderes para disolver (o negarse a disolver) el parlamento (Sección 5, Sección 57), se denominan "poderes de reserva". El uso de estos poderes es por convención. Por lo general, el Gobernador General actúa únicamente con el asesoramiento del Primer Ministro. Solo ha habido un caso en que el Gobernador General no ha seguido el consejo del Primer Ministro. El Gobernador General Sir John Kerr, actuando por su cuenta, destituyó al Primer Ministro Gough Whitlam en la crisis constitucional australiana de 1975.
Los poderes de reserva en todas las naciones de Westminster solo se ejercen en muy raras ocasiones fuera de las convenciones entendidas. Sin embargo, en contraste con las constituciones de otros Reinos de la Mancomunidad como Canadá, que otorgan formalmente amplios poderes de reserva al Monarca, incluso los poderes formales de la Reina de Australia son extremadamente limitados, y la mayoría de los poderes solo pueden ser utilizados por el Gobernador General.
La Sección 68 dice que el Comando en Jefe de las fuerzas navales y militares de Australia: "El mando en jefe de las fuerzas navales y militares de la Commonwealth recae en el Gobernador General como representante de la Reina". El Comandante en Jefe de las Fuerzas de Defensa de Australia es ahora Su Excelencia Quentin Bryce como Gobernador General de Australia. La Reina de Australia no está al mando de los militares.

### La Judicatura
El Capítulo III establece la rama judicial del gobierno. El artículo 71 otorga poder judicial en un "Tribunal Supremo Federal" que se denominará Tribunal Superior de Australia. El Parlamento también puede crear nuevos tribunales federales u otorgar poderes federales a otros tribunales. Estos tribunales se denominan "Tribunales de Capítulo III" y son los únicos que pueden utilizar el poder judicial federal. En los artículos 73 y 75 a 78 se esboza la jurisdicción original y de apelación del Tribunal Superior. La Sección 74 explica cómo se puede apelar a la Reina en Consejo. El artículo 79 permite al Parlamento limitar el número de jueces que pueden ejercer la jurisdicción federal y el artículo 80 garantiza el enjuiciamiento por jurado de los delitos procesables contra el Commonwealth.

### Finanzas y Comercio
El Capítulo IV trata de las finanzas y el comercio en el sistema federal. La Sección 81 dice que todos los ingresos del Estado deben formar el Fondo de Ingresos Consolidados. El Parlamento puede legislar sobre la forma en que se gasta su dinero (Artículo 53). A diferencia de la mayoría de los otros poderes del parlamento, las leyes hechas bajo este poder no pueden ser cuestionadas. El artículo 90 confiere a la Mancomunidad facultades exclusivas sobre los derechos de aduana e impuestos especiales.
El artículo 92 dispone que "el comercio, el comercio y las relaciones entre los Estados serán absolutamente libres". El significado preciso de esta frase es objeto de un considerable cuerpo de leyes.
El artículo 96 otorga al Commonwealth el poder de dar dinero a los Estados "en los términos y condiciones que el Parlamento considere oportunos". Esta facultad no está limitada por ninguna otra parte de la Constitución, como el artículo 99, que prohíbe dar preferencia a un Estado o a otro. Solo está sujeta al artículo 116, libertad de religión, y posiblemente a otras libertades similares. Este poder, que solo debía utilizarse ("durante un período de diez años... y posteriormente hasta que el Parlamento disponga otra cosa"), ha sido utilizado por la Commonwealth para fomentar la cooperación de los Estados en diversos grados a lo largo de los años.
El artículo 101 establece una Comisión Interestatal, un órgano que ya no existe, pero que debía desempeñar un papel importante en la estructura federal. 

### Los Estados
En el capítulo V se explica cómo pueden actuar los Estados en un sistema federal. Los artículos 106-108 preservan la Constitución, las facultades del Parlamento y las leyes vigentes en cada uno de los Estados.
La Sección 109 dice que, cuando una ley estatal es diferente a una ley federal, la ley federal es la ley legal.
La Sección 111 dice que un Estado puede ceder cualquier parte de sus tierras al Estado Libre Asociado. Esto ha ocurrido varias veces. Australia del Sur dio el Territorio del Norte a la Commonwealth.
La Sección 114 impide que cualquier estado tenga su propia fuerza militar. También impide que el Estado o el Estado Libre Asociado graven la propiedad de los demás.
El artículo 116 establece la "libertad de religión", impidiendo que la Commonwealth promulgue una ley para iniciar una religión, imponiendo cualquier observancia religiosa o poniendo fin a una religión o a la discriminación religiosa para ocupar cargos públicos.

### Nuevos Estados
El Capítulo VI permite la creación de nuevos estados o la adhesión a la Commonwealth. El artículo 122 permite al Parlamento disponer la representación en el Parlamento de cualquier nuevo territorio. El artículo 123 dice que el cambio de las fronteras de un Estado necesita el apoyo del Parlamento de ese Estado y debe aprobar un referéndum en ese Estado.
Ningún estado nuevo se ha unido a la Commonwealth desde la federación.

### Misceláneo
El Capítulo VII dice que la sede del gobierno de la Mancomunidad (ahora Canberra) estará en Nueva Gales del Sur, pero a no menos de cien millas de Sídney, y que el Gobernador General puede nombrar diputados. La Sección 127 primero dijo que los aborígenes no pueden ser contados en ningún censo del Estado Libre Asociado o del Estado. Esta sección fue modificada en 1967.

### Modificación de la Constitución
En el capítulo VIII se expone cómo puede modificarse la Constitución. La Sección 128 dice que los cambios deben ser aprobados por referéndum. Un cambio exitoso necesita:
- una mayoría en ambas cámaras del parlamento federal; y
- una mayoría de votos a nivel nacional en un referéndum.
- una mayoría en la mayoría de los estados

El Gobernador General debe presentar el proyecto de ley del referéndum al pueblo entre dos y seis meses después de la aprobación del Parlamento. Una vez que el proyecto de enmienda constitucional ha sido aprobado tanto por el Parlamento como por el referéndum, recibe la aprobación real del Gobernador General. Esto lo convierte en la nueva ley y se modificará la redacción de la Constitución.
Una excepción a este proceso es si el proyecto de enmienda es rechazado por una cámara del Parlamento Federal. Si el proyecto de ley pasa la primera casa y es rechazado por la segunda, entonces después de tres meses la primera casa puede pasar de nuevo. Si el proyecto de ley sigue siendo rechazado por la segunda cámara, el Gobernador General puede optar por someterlo a la votación del pueblo.

## Cambios
Como se mencionó anteriormente, para cambiar la Constitución se requiere un referéndum en el que el "Sí" logre una mayoría a nivel nacional, así como mayorías en la mayoría de los estados.
En los referendos se han votado cuarenta y cuatro propuestas de modificación de la Constitución. Ocho han sido aprobadas. La siguiente es una lista de los cambios que se han aprobado.
- 1906 - Elecciones al Senado - cambió la Sección 13 para cambiar la duración y las fechas de los mandatos de los senadores.
- 1910 - Deudas del Estado - cambió la Sección 105 para darle al Estado Libre Asociado el poder de hacerse cargo de las deudas del Estado.
- 1928 -Deudas del Estado- agregó la Sección 105A para asegurarse de que el Acuerdo Financiero alcanzado entre el Estado Libre Asociado y los gobiernos estatales en 1927 fuera legal.
- 1946- Servicios Sociales- añadió la Sección 51 (xxiiiA) para dar más poder al gobierno del Estado Libre Asociado sobre una gama de servicios sociales.
- 1967 - Aborígenes - cambió la Sección 51 (xxvi) para dar poder al gobierno de la Mancomunidad para legislar para las personas de cualquier raza aborigen; revocó la Sección 127 que establecía que "Al calcular el número de personas de la Mancomunidad, o de un Estado u otra parte de la Mancomunidad, los aborígenes nativos no serán contados".
- 1977
  - Vacantes ocasionales en el Senado - parte de las consecuencias políticas de la crisis constitucional de 1975; formalizó la convención, rota en 1975, que cuando surge una vacante ocasional en el Senado, el parlamento estatal pertinente debe elegir un nuevo Senador del mismo partido político que el Senador saliente (si ese partido todavía existe).
  - Referéndums - cambió la Sección 128 para permitir a los residentes de los Territorios votar en referéndums, y ser contados en el total nacional.
  - Retiro de Jueces - cambió la Sección 72 para hacer que los jueces se retiren a la edad de 70 años de las cortes federales.

## El papel de las convenciones
Además de la Constitución escrita y de las Cartas de Patentes emitidas por la Corona, las convenciones son una parte importante de la Constitución. Estos se han desarrollado a lo largo de los años y definen cómo funcionan en la práctica los diversos mecanismos constitucionales.
Las convenciones juegan un papel importante en el funcionamiento de la constitución australiana debido a su creación y funcionamiento como un sistema de Westminster de gobierno responsable. Algunas convenciones importantes incluyen:
- La constitución incluye un Primer Ministro de Australia. Esta posición comenzó como la cabeza del gabinete. El Primer Ministro es visto como el jefe de gobierno.
- Si bien hay pocas restricciones constitucionales a las facultades del Gobernador General, por convención el Gobernador General actúa con el asesoramiento del Primer Ministro.

Sin embargo, como las convenciones no están escritas, su existencia y práctica están abiertas al debate. La violación real o presunta de la convención a menudo ha dado lugar a controversias políticas. Un caso extremo fue la crisis constitucional australiana de 1975, en la que se puso seriamente a prueba el funcionamiento de las convenciones. La crisis constitucional subsiguiente se resolvió dramáticamente cuando el Gobernador General Sir John Kerr destituyó al Primer Ministro del Trabajo Gough Whitlam, nombrando a Malcolm Fraser como Primer Ministro interino a la espera de las elecciones generales de 1975. Se dice que durante este episodio se rompieron varias convenciones. Estos incluyen:
- La convención en virtud de la cual, cuando el senador de un Estado en particular abandona su cargo durante su mandato, el gobierno del Estado de que se trate designaría a un sustituto del mismo partido político que el senador saliente. Esta convención fue supuestamente quebrantada primero por el gobierno de Lewis de Nueva Gales del Sur y luego por el gobierno de Bjelke-Petersen de Queensland, quienes llenaron las vacantes laborales con un miembro independiente y un miembro laborista opuesto al gobierno de Whitlam respectivamente.[4]

Nota: La convención fue escrita en la Constitución después del referéndum nacional de 1977. El cambio significa que un nuevo senador tiene que ser del mismo partido que el anterior. Esto habría impedido el nombramiento de Lewis, pero no el de Bjelke-Petersen. Sin embargo, el cambio también dice que si el nuevo senador "antes de tomar posesión de su cargo deja de ser miembro de ese partido... se considerará que no ha sido elegido o nombrado". Albert Patrick Field, designado por Bjelke-Petersen, fue expulsado del Partido Laborista antes de ocupar su escaño y no habría sido nombrado bajo el nuevo cambio constitucional.

- La convención que, cuando el Senado es controlado por un partido que no controla la Cámara de Representantes, el Senado no votaría en contra de la oferta de dinero al gobierno. Esta convención fue supuestamente quebrantada por el Senado controlado por la coalición del Partido Liberal del País en 1975.[4]

## Interpretación
De conformidad con la tradición del common law en Australia, la ley sobre la interpretación y aplicación de la Constitución se ha desarrollado en gran medida a través de sentencias dictadas por el Tribunal Superior de Australia en varios casos. En varios casos importantes, el Tribunal Superior ha desarrollado varias doctrinas que subyacen a la interpretación de la Constitución australiana. Algunos ejemplos incluyen:
- Separación de poderes- Los tres capítulos separados que tratan de los tres poderes del gobierno implican una separación de poderes, similar a la de Estados Unidos, pero inusual para un gobierno dentro del sistema de Westminster. Así, por ejemplo, el legislador no puede pretender predeterminar el resultado legal, o cambiar la dirección o el resultado, de un caso judicial.
- División de poderes - Los poderes del gobierno se dividen entre el Estado Libre Asociado y los gobiernos de los estados, siendo ciertos poderes exclusivos del Estado Libre Asociado, otros que se ejercen simultáneamente, y el resto es propiedad exclusiva de los estados.
- Inmunidades intergubernamentales - Aunque el Caso de los Ingenieros sostuvo que no había inmunidad general entre los gobiernos del Estado y del Estado Libre Asociado respecto de las leyes del otro, el Estado Libre Asociado no puede promulgar leyes tributarias que discriminaran entre los Estados o partes de los Estados (Sección 51(ii)), ni promulgar leyes que discriminaran contra los Estados, o que impidieran que un Estado siguiera existiendo y funcionando como tal (Melbourne Corporation v Commonwealth).

La gran mayoría de los casos constitucionales ante el Tribunal Supremo se refieren a la caracterización: si las nuevas leyes forman parte del poder otorgado al gobierno del Commonwealth por la Constitución.

## Crítica

### Protección de los derechos
La Constitución australiana no incluye una Carta de Derechos. Algunas personas de la Convención Constitucional de 1898 querían una Carta de Derechos como la Constitución de Estados Unidos, pero la mayoría consideraba que los derechos y libertades tradicionales de los súbditos británicos eran suficientes. Estos estarían protegidos por el sistema parlamentario y el poder judicial independiente que crearía la Constitución. Como resultado, la Constitución australiana ha sido a menudo criticada por no proteger los derechos y libertades.
Se incluyeron algunos derechos:
- Derecho a ser juzgado por un jurado - La Sección 80 crea el derecho a ser juzgado por un jurado por delitos procesables contra la ley del Commonwealth. Sin embargo, existen serios límites a este derecho, ya que el Estado Libre Asociado es libre de tipificar cualquier delito, no importa cuán grave sea el castigo, y puede ser juzgado por otra vía que no sea la acusación. Como dijo el Juez Higgins en R. v. Archdall & Roskruge; Ex parte Carrigan y Brown (1928) 41 CLR 128: "si hay una acusación, debe haber un jurado, pero no hay nada que obligue al procedimiento por acusación". En la práctica, sin embargo, no se ha planteado ninguna cuestión importante de abuso de esta laguna.
- Derecho a una compensación justa - El párrafo 51(xxxi) crea un derecho a una compensación justa por los bienes tomados por la Mancomunidad.
- Derecho a la libertad de religión - La Sección 116 crea un derecho limitado a la libertad de religión. Impide que el Estado Libre Asociado (pero no los estados) "promulgue leyes para establecer cualquier religión, o para imponer cualquier observancia religiosa, o para prohibir el libre ejercicio de cualquier religión". Esta sección se basa en la Primera Enmienda de la Constitución de los Estados Unidos, pero es más débil en su funcionamiento. Dado que los estados mantienen todos los poderes que tenían como colonias antes de la federación, a excepción de los explícitamente otorgados a la Mancomunidad, esta sección no afecta los poderes de los estados para legislar sobre religión y, de acuerdo con las interpretaciones de la Corte Suprema, ninguna legislación federal sobre religión, a menos que establezca una religión oficial de Australia, estaría limitada por ella tampoco.
- Derecho a no ser discriminado contra residentes de fuera del estado - La Sección 117 detiene la discapacidad o la discriminación en un estado contra el residente de otro estado. Esto se interpreta ampliamente (Street v Queensland Bar Association), pero no prohíbe que los estados impongan requisitos residenciales cuando así lo exija la autonomía del Estado y su responsabilidad hacia su pueblo.

En 1992 y 1994, el Tribunal Superior de Australia dictaminó que la Constitución otorgaba un derecho "implícito" a la libertad de comunicación política, en una serie de casos que incluían el caso de la Televisión Capital de Australia y el caso Theophanous. Esto fue visto como una parte necesaria del sistema democrático creado por la Constitución. Sin embargo, la aplicación de este "derecho implícito" ha sido restringida en casos posteriores, como el de Lange contra ABC. No equivale en modo alguno a una libertad de expresión, y solo protege a los individuos contra el gobierno que intenta limitar su comunicación política: no ofrece ninguna protección contra otros individuos.
En 2007, el Tribunal Superior de Australia, en el caso Roach c. el Comisionado Electoral, dijo que los artículos 7 y 24 de la Constitución, al disponer que los miembros de la Cámara de Representantes y del Senado debían ser "elegidos directamente por el pueblo", creaban un derecho limitado al voto. Esto significa que, en principio, existe un sufragio universal y limitó el poder legislativo del Parlamento Federal para cambiarlo. En el caso, se rechazó un cambio legislativo para impedir que todos los presos votaran (a diferencia de solo los que cumplían sentencias de tres años o más, como era antes de la enmienda) por violar ese derecho.
Otros intentos de encontrar otros "derechos implícitos" en casos del Tribunal Supremo no han tenido éxito.

### Preámbulo
Si bien un preámbulo pro forma es el preámbulo de la Ley constitucional de 1900 de la Mancomunidad Imperial de Australia, la Constitución australiana en sí misma no tiene preámbulo. Ha habido algunas llamadas a añadir una para expresar el espíritu y las aspiraciones plasmadas en la constitución. Sin embargo, ha habido una feroz oposición, generalmente sobre la base del contenido del preámbulo, así como posibles ramificaciones legales de este texto. En 1999, un preámbulo propuesto, escrito por John Howard, el entonces Primer Ministro, fue derrotado en un referéndum celebrado simultáneamente con el referéndum de la República. El "Sí" (a favor de la inserción del preámbulo) no alcanzó la mayoría en ninguno de los seis estados.

### Propuestas de la República
Ha habido mucha gente que ha querido que Australia se convirtiera en una república. El 6 de noviembre de 1999, los australianos no apoyaron una ley para destituir a la Reina y reemplazar al Gobernador General por un Presidente. El Presidente debía ser nombrado por una mayoría de dos tercios de los miembros del Parlamento del Commonwealth. Los resultados de las encuestas de opinión indican que la mayoría de los australianos están a favor de algún tipo de república. Muchos votantes que votaron en contra del referéndum de 1999 querían poder votar por un Presidente. En la investigación y las encuestas realizadas tras el referéndum de 1999, la gente dijo que un Presidente designado no podría actuar independientemente del Parlamento. Al poder nombrar al Presidente, en lugar de que el pueblo eligiera a un Presidente, muchos sintieron que se estaba dando demasiado poder al Parlamento sin ningún control ni equilibrio sobre ese poder. El apoyo a la celebración de otro referéndum en un futuro próximo parece estar creciendo, y es posible que se celebre otro referéndum. El ex primer ministro Kevin Rudd dijo que la situación actual "ya no refleja ni los principios democráticos fundamentales que sustentan la nación australiana ni su diversidad". Estaba pensando en un referéndum para un presidente independiente y electo. Continuó diciendo que "durante el próximo año habrá un "debate público acelerado" sobre la cuestión de la monarquía".

## Conmemoración
El Día de la Constitución se celebra el 9 de julio, fecha en que la Constitución se convirtió en ley en 1900. La fecha no es un día festivo. El Día de la Constitución se celebró por primera vez el 9 de julio de 2000 para conmemorar el centenario de la Constitución como parte del Centenario de la Federación. Las celebraciones no fueron grandes y no se han celebrado ampliamente después de 2001. El Día de la Constitución se reavivó en 2007 y está organizado conjuntamente por el Archivo Nacional de Australia, que conserva los documentos originales de la Constitución, y el Departamento de Inmigración y Ciudadanía.